# Султанов, Джурахан
Джурахан Султанов (узб. Joʻraxon Sultonov; 29 января 1903, Маргилан — 19 октября 1965, там же) — узбекский советский актёр, певец и композитор. Известный исполнитель узбекских народных песен. Народный артист Узбекской ССР (1939).

## Биография
Учился пению у своего отца. Мальчиком исполнял песни в чайхане. В 1920 году М. Кари-Якубов создал первый узбекский этнографический ансамбль и пригласил Д. Султанова. Вместе с этим ансамблем побывал на гастролях в Москве, Ленинграде, Казани, Астрахани и Баку, где он исполнял свои любимые композиции. После поездки к Д. Султанову пришёл творческий успех.
С 1928 года выступал на сцене драматического театра.
С 1932 года работал в Узбекском государственном музыкальном театре, в 1936—1939 годах — в Узбекской государственной филармонии, в 1940 −1950 годах — в Узбекском театре музыкальной драмы и комедии им. Мукими (ныне Государственный музыкальный театр имени Мукими) в Ташкенте, в 1950—1958 годах — Узбекском народном эстрадном ансамбле Радиокомитета Узбекистана.
В 1943 году снялся в фильме «Подарок Родины».
С 1958 года и до конца жизни пел в ансамбле на радио «Маком».
Автор музыки ряда песен, основанных на узбекских народных мелодиях («Naylayin», «Oʻlmasun» (Navoiy), "Keling, «Bir qadah»).

## Награды
- Орден «За выдающиеся заслуги» (Узбекистан) (2000, посмертно)
- Народный артист Узбекской ССР (1939).